# Aphyosemion malumbresi
Aphyosemion malumbresi är en fiskart som beskrevs av Legros och Zentz 2006. Aphyosemion malumbresi ingår i släktet Aphyosemion och familjen Nothobranchiidae. Inga underarter finns listade i Catalogue of Life.